# An Định, Tuy An
An Định là một xã thuộc huyện Tuy An, tỉnh Phú Yên, Việt Nam.
Xã An Định có diện tích 17,99 km², dân số năm 1999 là 6021 người, mật độ dân số đạt 335 người/km².